# Фотоліз
Фото́ліз або фо́тодисоціа́ція — фотохімічна реакція розпаду сполуки при поглинанні фотона. Фотон не обов'язково повинен бути у видимому спектрі, але повинен мати достатню енергію для руйнування молекули. Здебільшого такі фотони з видимого, ультрафіолетового, рентгенівського діапазонів та гамма-промені.
При фотолізі відбувається розщеплення ковалентних зв'язків квантами світла, енергія яких сумірна з енергією цих зв'язків. Це приводить до валентних перегрупувань в молекулі або її розкладу.
Фотоліз імпульсний — фотоліз, який відбувається під дією сильного і нетривалого світлового імпульсу.
Прикладом фотодисоціації може слугувати фотоліз води — одна із складових реакцій фотосинтезу, завдяки якій поглинаються сонячні промені з утворенням іонів.

## Каталізований фотоліз
У фотохімії — збільшення ефективності фотохімічної реакції внаслідок прямого збудження фотохімічно активного реактанту, шляхом проміжної взаємодії цього реактанту з певною сполукою, що виступає каталізатором процесу хімічного перетворення реактантів. Це не каталіз фотонами, на відміну від фотогенераційного каталізу.